# An-Sophie Mestach
An-Sophie Mestach, née le 7 mars 1994 à Gand, est une joueuse de tennis belge. Elle a remporté en 2011 l'Open d'Australie junior en simple et en double.

## Carrière tennistique

### 2007
Fin mars 2007, An-Sophie Mestach et Sofie Oyen remportent le tournoi junior en double à Marsa (ITF - Malte - Grade 5). En mai, Mestach se rend avec succès deux semaines à Maribor. Elle se hisse en quart de finale la première semaine et en finale la deuxième et remporte les deux titres en double. Début juillet, Mestach atteint les quarts de finale au Stade Français. Elle réalise la même performance à Leeuwarden, avant de signer une demi-finale à Hasselt, tant en simple qu'en double. En fin de saison, Mestach atteint la finale du Nike Junior Tour et les demi-finales au tournoi de Sainte-Geneviève-des-Bois (TE14 - France - cat. 1).

### 2008
An-Sophie Mestach se consacre principalement aux tournois juniors dès 2008. Elle entame d’ailleurs sa saison avec une demi-finale à Bergheim, tournoi qu’elle remporte en double. Elle enchaîne avec une victoire à Hambourg (ITF – Allemagne – Grade 4).
Elle se hisse également en demi-finale du tournoi des Petits As et permet à l’équipe belge de se qualifier pour la phase finale de la Winter Cup, mais n’y participe pas. Mestach se distingue encore sur le circuit junior avec une finale à Nuremberg ainsi qu’un quart de finale et une victoire lors des deux tournois de Nottingham. En été, elle atteint la finale du double à Riad et à Mohammédia où elle se glisse également dans le dernier carré en simple. Elle prend ensuite part à la Summer Cup où la Belgique termine 3e. Elle ne s'incline qu'en demi-finale aux Championnats d'Europe 13/14 ans - Pilsen (TE - Tchéquie). Début août, elle emmène la Belgique vers la 4e place en Coupe du Monde -14 ans.

### 2009
An-Sophie Mestach entame la saison 2009 avec une tournée des tournois juniors en Amérique du Sud dont elle revient avec un quart de finale à Cuenca, une demi-finale à Barranquilla et une finale à Lima. Elle participe aux tournois ITF de Thourout, lors duquel elle s'incline au second tour, et d'Antalya où elle atteint les demi-finales en simple et la finale en double. En junior, elle se distingue encore en mai à l'Astrid Bowl à Charleroi et en juin à Halle (Westf.) et à Roehampton où elle atteint les quarts de finale. En juillet, elle remporte le simple et le double au Festival olympique de la jeunesse européenne des moins de 16 ans.

### 2010
An-Sophie Mestach entame 2010 comme 2009 avec une tournée en Amérique du Sud. Elle y remporte deux tournois juniors en simple, à San Rafael et à Barranquilla et trois en double, à San Rafael, à Barranquilla et à Caracas. À ces victoires, elle ajoute encore un quart de finale à la Casablanca Cup, une demi à Caracas et une finale à Cuenca. En février, elle participe au match de Fed Cup face à la Pologne en jouant le double qu'elle perd. En mai, elle atteint la finale du tournoi ITF de Tortosa puis celle de l'Astrid-Bowl. Au mois de juin, elle remporte le double junior à Roehampton. En juillet, elle atteint la finale du tournoi ITF de Balikpapan. En août, elle décroche une médaille de bronze en double aux Jeux olympiques de la jeunesse à Singapour. Un mois plus tard, elle se hisse en finale du double junior à l'US Open. En fin de saison, Mestach se hisse deux fois d'affilée en quart de finale, au Eddie Herr, qu'elle remporte en double, et à l'Orange Bowl.

### 2011
En 2011, elle remporte les tournois juniors de Tlalnepantla et de San José avant de s'imposer à l'Open d'Australie junior tant en simple qu'en double. Elle participe encore à un match de Fed Cup face aux États-Unis. Elle se blesse ensuite au poignet en avril. Cette blessure nécessite deux opération et éloigne An-Sophie des courts durant plus d'un an.

### 2012
En juillet 2012, An-Sophie fait son retour et participe désormais uniquement aux tournois professionnels. En août, elle atteint les quarts de finale du tournoi de Charleroi. Elle remporte son premier titre ITF en septembre à Antalya en battant en finale la Japonaise Yurina Koshino. Elle atteint encore les demi-finales à Joué-lès-Tours et Helsinki.

### 2013
En 2013, elle atteint la finale du tournoi de Bath et la demi-finale du tournoi de Dijon. Elle participe pour la troisième fois à la Fed Cup et s'incline à nouveau en double face à la Pologne. En mai, elle remporte son second titre ITF à Gifu (50 000 $) en sortant des qualifications, en battant au second tour la première tête de série et no 75 mondiale Kimiko Date et en s'imposant en finale face à la Chinoise Wang Qiang. Les deux semaines suivantes, elle atteint la finale des tournois ITF de Fukuoka et Kurume mais s'incline à deux reprises face à la joueuse tunisienne Ons Jabeur. En juin, elle sort des qualifications à l'Open de Bois-le-Duc mais s'incline au premier tour en trois sets face à Irina-Camelia Begu. Elle échoue en qualification aux Grand Chelem de Wimbledon et de l'US Open puis atteint les demi finales et les quarts de finale des deux tournois ITF de Trabzon. Elle atteint encore la finale du tournoi de Joué-lès-Tours et atteint son meilleur classement en simple à la 135e place mondiale.

### 2014
Pour entamer la saison 2014, An-Sophie Mestach se qualifie pour le tableau principal des Internationaux d'Hobart mais s'incline au premier tour face à l'Espagnole Garbiñe Muguruza. Elle échoue ensuite au 2e tour des qualifications de l'Open d'Australie. De retour en Europe, elle remporte son 3e titre ITF en s'imposant au tournoi de Sunderland.
En avril, elle atteint les demi-finales des tournois ITF de Séoul et Gifu. Elle participe aux qualifications de Roland-Garros, Wimbledon et l'US Open mais s'y incline à chaque fois au premier tour. En septembre, elle remporte le tournoi ITF de Batoumi en simple et en double. En octobre, elle remporte le tournoi de Monterrey en simple et atteint la finale à Tampico. En novembre, elle remporte le tournoi de Toyota en battant Shuko Aoyama en finale, ce qui lui permet de monter à la 100e place mondiale et d'assurer sa participation au tableau final de l'Open d'Australie.

### 2015
Pour démarrer la saison 2015, An-Sophie participe aux qualifications des tournois d'Auckland et de Hobart mais n'atteint pas le tableau final. À l'Open d'Australie, elle s'incline au premier tour contre la 10e joueuse mondiale Ekaterina Makarova.
Elle participe ensuite aux qualifications du tournoi d'Anvers mais s'y incline au premier tour. Elle est également alignée en double avec Alison Van Uytvanck. Elles parviennent à se hisser en finale en profitant du forfait des deuxièmes têtes de série au second tour. Elles affrontent en finale les Espagnoles Anabel Medina Garrigues et Arantxa Parra Santonja contre qui elles s'inclinent au super tie-break (6-4, 3-6, [10-5]).
En septembre 2015, elle remporte son premier titre WTA en double avec Barbora Krejčíková à Québec

### 2016
Début 2016, elle remporte son second titre WTA en double avec Elise Mertens à Auckland.
En juin 2016, elle se qualifie et participe à son premier Wimbledon en double avec Elise Mertens. Les 2 joueuses sont sorties au second tour par les futures vainqueurs Serena Williams et Venus Williams.

## Palmarès

### Titres en double dames
| No | Date       | Nom et lieu du tournoi        | Catégorie | Dotation  | Surface         | Partenaire         | Finalistes                     | Score             |          |
| -- | ---------- | ----------------------------- | --------- | --------- | --------------- | ------------------ | ------------------------------ | ----------------- | -------- |
| 1  | 14-09-2015 | Coupe Banque Nationale Québec | Intern'l  | 250 000 $ | Moquette (int.) | Barbora Krejčíková | María Irigoyen Paula Kania     | 4-6, 6-3, [12-10] | Parcours |
| 2  | 04-01-2016 | ASB Classic Auckland          | Intern'l  | 250 000 $ | Dur (ext.)      | Elise Mertens      | Danka Kovinić Barbora Strýcová | 2-6, 6-3, [10-5]  | Parcours |

### Finale en double dames
| No | Date       | Nom et lieu du tournoi                  | Catégorie | Dotation  | Surface    | Vainqueures                          | Partenaire          | Score            |          |
| -- | ---------- | --------------------------------------- | --------- | --------- | ---------- | ------------------------------------ | ------------------- | ---------------- | -------- |
| 1  | 09-02-2015 | BNP Paribas Fortis Diamond Games Anvers | Premier   | 731 000 $ | Dur (int.) | Anabel Medina Arantxa Parra Santonja | Alison Van Uytvanck | 6-4, 3-6, [10-5] | Parcours |

## Palmarès ITF
Source: (en) An-Sophie Mestach sur le site officiel de la Fédération internationale de tennis.

### Titres en simple
| #  | Date              | Tournoi                 | Surface         | Dotation | Adversaire             | Score         |
| -- | ----------------- | ----------------------- | --------------- | -------- | ---------------------- | ------------- |
| 1. | 18 septembre 2012 | Antalya, Turquie        | Dur             | $ 10,000 | Yurina Koshino         | 6-3, 6-2      |
| 2. | 30 avril 2013     | Gifu, Japon             | Dur             | $ 50,000 | Wang Qiang             | 1-6, 6-3, 6-0 |
| 3. | 20 janvier 2014   | Sunderland, Royaume-Uni | Dur (int.)      | $ 25,000 | Viktorija Golubic      | 6-1, 6-4      |
| 4. | 8 septembre 2014  | Batoumi, Géorgie        | Dur (ext.)      | $ 25,000 | Olga Ianchuk           | 6-2, 6-0      |
| 5. | 6 octobre 2014    | Monterrey, Mexique      | Dur (ext.)      | $ 50,000 | Lourdes Domínguez Lino | 6-3, 7-5      |
| 6. | 17 novembre 2014  | Toyota, Japon           | Moquette (int.) | $ 75,000 | Shuko Aoyama           | 6-1, 6-1      |

### Finales en simple
| #   | Date            | Tournoi                     | Surface      | Dotation | Adversaire           | Score          |
| --- | --------------- | --------------------------- | ------------ | -------- | -------------------- | -------------- |
| 1.  | 11 mai 2010     | Tortosa, Espagne            | Terre        | $ 10,000 | Victoria Larrière    | 7-5, 4-6, 6-4  |
| 2.  | 4 août 2010     | Balikpapan, Indonésie       | Dur          | $ 25,000 | Nudnida Luangnam     | 6-7, 6-2, 6-0  |
| 3.  | 13 mars 2013    | Bath, Royaume-Uni           | Dur          | $ 15,000 | Stephanie Vogt       | 7-63, 6-3      |
| 4.  | 7 mai 2013      | Fukuoka, Japon              | Gazon        | $ 50,000 | Ons Jabeur           | 7-62, 6-2      |
| 5.  | 14 mai 2013     | Kurume, Japon               | Gazon        | $ 50,000 | Ons Jabeur           | 6-2, 6-0       |
| 6.  | 7 octobre 2013  | Joué-lès-Tours, France      | Dur (int.)   | $ 50,000 | Mirjana Lučić        | 6-4, 6-2       |
| 7.  | 13 octobre 2014 | Tampico, Mexique            | Dur          | $ 50,000 | Mariana Duque Mariño | 3-6, 6-1, 7-64 |
| 8.  | 13 juillet 2015 | Stockton, États-Unis        | Dur          | $ 50,000 | Nao Hibino           | 6-1, 7-66      |
| 9.  | 20 juillet 2015 | Sacramento, États-Unis      | Dur          | $ 50,000 | Anhelina Kalinina    | 4-6, 6-4, 6-3  |
| 10. | 25 janvier 2016 | Andrézieux-Bouthéon, France | Dur (int.)   | $ 50,000 | Stefanie Vögele      | 6-1, 6-2       |
| 11. | 23 mai 2016     | Karuizawa, Japon            | Gazon (ext.) | $ 25,000 | Nigina Abduraimova   | 6-3, 7-5       |

### Titres en double
| #  | Date              | Tournoi                     | Surface      | Dotation  | Partenaire           | Adversaires                               | Score            |
| -- | ----------------- | --------------------------- | ------------ | --------- | -------------------- | ----------------------------------------- | ---------------- |
| 1. | 8 septembre 2014  | Batoumi, Géorgie            | Dur (ext.)   | $ 25,000  | Sandra Zaniewska     | Aleksandrina Naydenova Valeriya Strakhova | 6-1, 6-1         |
| 2. | 25 janvier 2016   | Andrézieux-Bouthéon, France | Dur (int.)   | $ 50,000  | Elise Mertens        | Viktorija Golubic Xenia Knoll             | 6-4, 3-6, [10-7] |
| 3. | 1er août 2016     | Granby, Canada              | Dur (int.)   | $ 50,000  | Jamie Loeb           | Julia Glushko Olga Govortsova             | 6-4, 6-4         |
| 4. | 15 mai 2017       | Båstad, Suède               | Terre        | $ 25,000  | Kimberley Zimmermann | Ilona Kremen Cornelia Lister              | 4-6, 6-2, [10-5] |
| 5. | 13 juin 2017      | Manchester, Grande-Bretagne | Gazon        | $ 100,000 | Magdalena Fręch      | Chang Kai-chen Marina Erakovic            | 6-4, 7-65        |
| 6. | 19 juin 2017      | Izmir, Turquie              | Dur          | $ 60,000  | Nina Stojanović      | Emma Laine Kotomi Takahata                | 6-4, 7-5         |
| 7. | 11 septembre 2017 | Las Vegas, États-Unis       | Dur          | $ 60,000  | Laura Robson         | Sophie Chang Alexandra Mueller            | 7-67, 7-62       |
| 8. | 9 juillet 2018    | Contrexéville, France       | Terre battue | $ 100,000 | Zheng Saisai         | Prarthana Thombare Eva Wacanno            | 3-6, 6-2, [10-7] |

### Finales en double
| #   | Date              | Tournoi                 | Surface    | Dotation  | Partenaire         | Adversaires                                | Score             |
| --- | ----------------- | ----------------------- | ---------- | --------- | ------------------ | ------------------------------------------ | ----------------- |
| 1.  | 12 mai 2009       | Antalya, Turquie        | Terre      | $ 10,000  | Sofie Oyen         | Amanda Carreras Valentina Sulpizio         | 4-6, 6-3, [10-4]  |
| 2.  | 28 juillet 2009   | Bree, Belgique          | Terre      | $ 10,000  | Demi Schuurs       | Kiki Bertens Quirine Lemoine               | 6-1, 6-0          |
| 3.  | 28 avril 2015     | Gifu, Japon             | Dur        | $ 75,000  | Emily Webley-Smith | Wang Yafan Xu Yifan                        | 6-2, 6-3          |
| 4.  | 16 juin 2015      | Ilkley, Royaume-Uni     | Gazon      | $ 50,000  | Demi Schuurs       | Raluca Olaru Xu Yifan                      | 6-3, 6-4          |
| 5.  | 13 juin 2016      | Ilkley, Royaume-Uni     | Gazon      | $ 50,000  | Storm Sanders      | Yang Zhaoxuan Zhang Kailin                 | 6-3, 7-65         |
| 6.  | 8 août 2016       | Landisville, États-Unis | Dur        | $ 25,000  | Elise Mertens      | Freya Christie Laura Robson                | 6-3, 6-4          |
| 7.  | 10 octobre 2016   | Équeurdreville, France  | Dur (int.) | $ 25,000  | Amandine Hesse     | Cornelia Lister Polina Monova              | 7-5, 4-6, [10-6]  |
| 8.  | 7 novembre 2016   | Tokyo, Japon            | Dur        | $ 100,000 | Jamie Loeb         | Rika Fujiwara Yuki Naito                   | 6-4 612-7 [10-8]  |
| 9.  | 25 septembre 2017 | Stillwater, États-Unis  | Dur        | $ 25,000  | Harriet Dart       | Jovana Jakšić Caitlin Whoriskey            | 4-6, 6-4, [10-3]  |
| 10. | 9 avril 2018      | Óbidos, Portugal        | Moquette   | $ 25,000  | Nina Stojanović    | Sarah Beth Grey Olivia Nicholls            | 4-6, 7-64, [10-6] |
| 11. | 23 avril 2018     | Óbidos, Portugal        | Moquette   | $ 25,000  | Freya Christie     | Estrella Cabeza Candela Ángela Fita Boluda | 7-63, 1-6, [10-6] |

## Parcours en Grand Chelem

### En simple dames
| Année | Open d'Australie                                       | Open d'Australie                                      | Internationaux de France                              | Internationaux de France                             | Wimbledon                                          | Wimbledon                                         | US Open | US Open |
| 2012  | Q1 \|\| style="text-align:left" \| Sarah Gronert       | —                                                     | —                                                     | —                                                    | —                                                  | —                                                 | —       |         |
| 2013  | —                                                      | —                                                     | —                                                     | —                                                    | Q3 \|\| style="text-align:left" \| M. Duque Mariño | Q2 \|\| style="text-align:left" \| Duan Ying-Ying |         |         |
| 2014  | Q2 \|\| style="text-align:left" \| Risa Ozaki          | Q1 \|\| style="text-align:left" \| Yuliya Beygelzimer | Q1 \|\| style="text-align:left" \| Claire Feuernstein | Q1 \|\| style="text-align:left" \| Andrea Hlaváčková |                                                    |                                                   |         |         |
| 2015  | 1er tour (1/64)                                        | E. Makarova                                           | —                                                     | —                                                    | Q2 \|\| style="text-align:left" \| Zhang Shuai     | Q2 \|\| style="text-align:left" \| María Sákkari  |         |         |
| 2016  | Q1 \|\| style="text-align:left" \| Francesca Schiavone | —                                                     | —                                                     | Q2 \|\| style="text-align:left" \| Tatjana Maria     | Q2 \|\| style="text-align:left" \| Jessica Pegula  |                                                   |         |         |

À droite du résultat, l’ultime adversaire.

### En double dames
| Année | Open d'Australie | Open d'Australie | Internationaux de France | Internationaux de France | Wimbledon                    | Wimbledon                      | US Open | US Open |
| 2016  | -                | -                | -                        | -                        | 2e tour (1/16) Elise Mertens | Serena Williams Venus Williams | -       | -       |

Sous le résultat, la partenaire ; à droite, l’ultime équipe adverse.

## Parcours en Fed Cup
| #                                                                     | Date       | Lieu      | Surface      | Gagnante(s)                     | Perdante(s)                           | Score            |          |
|                                                                       |            |           |              |                                 |                                       |                  |          |
| 2010 - 1er tour (groupe mondial II) - Pologne - Belgique - 2 : 3      |            |           |              |                                 |                                       |                  |          |
| 1                                                                     | 06/02/2010 | Bydgoszcz | Dur (int.)   | Klaudia Jans Alicja Rosolska    | An-Sophie Mestach Sofie Oyen          | 6-3, 3-6, 6-1    | Parcours |
|                                                                       |            |           |              |                                 |                                       |                  |          |
| 2011 - 1/4 de finale (groupe mondial) - Belgique - États-Unis - 4 : 1 |            |           |              |                                 |                                       |                  |          |
| 2                                                                     | 05/02/2011 | Anvers    | Dur (int.)   | Liezel Huber Vania King         | Kirsten Flipkens An-Sophie Mestach    | 6-3, 7-5         | Parcours |
|                                                                       |            |           |              |                                 |                                       |                  |          |
| 2013 - Barrage (groupe mondial II) - Belgique - Pologne - 1 : 4       |            |           |              |                                 |                                       |                  |          |
| 3                                                                     | 20/04/2013 | Coxyde    | Dur (int.)   | Katarzyna Piter Alicja Rosolska | Ysaline Bonaventure An-Sophie Mestach | 6-3, 4-6, [10-7] | Parcours |
|                                                                       |            |           |              |                                 |                                       |                  |          |
| 2016 - Barrage (groupe mondial II) - Serbie - Belgique - 2 : 3        |            |           |              |                                 |                                       |                  |          |
| 4                                                                     | 16/04/2016 | Belgrade  | Terre (int.) | Jovana Jakšić Nina Stojanović   | Ysaline Bonaventure An-Sophie Mestach | 4-6, 6-0, [10-5] | Parcours |
|                                                                       |            |           |              |                                 |                                       |                  |          |
| 2017 - Barrage (groupe mondial I) - Russie - Belgique - 2 : 3         |            |           |              |                                 |                                       |                  |          |
| 5                                                                     | 22/04/2017 | Moscou    | Terre (int.) | Elise Mertens An-Sophie Mestach | Daria Kasatkina Elena Vesnina         | 6-1, 7-62        | Parcours |

## Classements WTA en fin de saison
| Année          | 2009 | 2010 | 2011 | 2012 | 2013 | 2014 | 2015 | 2016 | 2017 |
| Rang en simple | 906  | 469  | 617  | 408  | 138  | 128  | 123  | 222  | 350  |
| Rang en double | 612  | 711  | -    | 962  | 1016 | 418  | 91   | 90   | 109  |

Source : (en) Classements de An-Sophie Mestach sur le site officiel de la Fédération internationale de tennis

## Records et statistiques

### Ses trois meilleures victoires en simple par saison
| 2009 1. Caroline Maes - 426e - 6-0, 6-1 2. Valentina Sulpizio - 440e - 6-4, 6-0 3. Ekaterina Dranets - 567e - 3-6, 6-2, 6-1 | 2010 1. Lavinia Tananta - 324e - 6-3, 6-3 2. Natalia Orlova - 363e - 6-2, 6-2 3. Varatchaya Wongteanchai - 417e - 6-0, 6-2 | 2011 1. Lee Jin-a - 164e - 6-2, 6-0 2. Marta Domachowska - 250e - 6-3, 4-6, 6-4 3. Aleksandra Krunić - 291e - 6-2, 6-2 |

| 2012 1. Yvonne Meusburger - 114e - 6-3, 6-4 2. Irena Pavlovic - 159e - 6-3, 4-6, 6-1 3. Marta Domachowska - 195e - 7-5, 7-6 | 2013 1. Kimiko Date - 75e - 6-3, 4-0 ab. 2. Alexandra Cadanțu - 85e - 6-2, 4-6, 7-6 3. Vesna Manasieva - 97e - 3-3 ab. | 2014 1. Tereza Smitková - 67e - 6-3, 3-6, 6-4 2. Anabel Medina Garrigues - 95e - 7-5, 6-1 3. Lara Arruabarrena - 101e - 6-4, 6-0 |

| 2015 1. Nao Hibino - 140e - 7-5, 6-4 2. Renata Voráčová - 173e - 6-4, 6-2 3. Samantha Crawford - 178e - 6-0, 6-2 | 2016 1. Andreea Mitu - 96e - 6-2, 6-4 2. Jessica Pegula - 138e - 4-6, 6-3, 6-2 3. Elise Mertens - 141e - 6-1, 6-4 | 2017 1. Kristie Ahn - 106e - 0-5 ab. 2. Viktória Kužmová - 159e - 6-3, 6-2 3. Stefanie Vögele - 204e - 6-3, 6-1 |